# Carlos Ramos (Fußballspieler)
Carlos Humberto Ramos Rivera (* 29. April 1958 in Santiago) ist ein ehemaliger chilenischer Fußballspieler und -trainer. Der Mittelfeldspieler nahm an den Olympischen Spielen 1984 teil und bestritt zwei Länderspiele für die A-Nationalmannschaft.

## Karriere

### Verein
Carlos Ramos war einen Großteil seiner Karriere bei Audax Italiano aktiv. 1979 begann er die Profikarriere bei den Italicos und 1994 beendete er diese auch wieder dort. Zudem war er noch bei den weiteren Vereinen in Chile CF Universidad de Chile, Deportes Iquique, CD Cobresal und Unión La Calera aktiv. Größter Erfolg seiner Spielerkarriere war der Einzug ins Finale der Copa Chile 1981.
Nach seiner aktiven Laufbahn war er 1995 bis 1996 als Trainer beim CD Santiago Morning tätig. 1997 war er Präsident der chilenischen Spielergewerkschaft Sindicato de Futbolistas Profesionales de Chile, die der FIFPro angehört. Unter seine Präsidentschaft fällt ein vierwöchiger Spielerstreik.

### Nationalmannschaft
Mit der U-23-Auswahl nahm Carlos Ramos an den Olympischen Spielen 1984 teil und bestritt alle vier Spiele. Nach dem zweiten Platz in der Gruppenphase hinter dem späteren Olympiasieger Frankreich schied Chile im Viertelfinale gegen Italien nach Verlängerung aus.
Das Debüt in der A-Nationalmannschaft gab Carlos Ramos im Januar 1989 beim Freundschaftsspiel gegen Ecuador. Eine Woche später bestritt der Mittelfeldspieler sein zweites und letztes Länderspiel bei der Copa Centenario de Armenia gegen Kolumbien.

## Erfolge
Santiago Morning
- Drittliga-Meister: 1996